# Pas (szata)

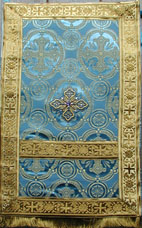
Pas

Pas, Pojas – szata liturgiczna w obrządku bizantyjskim i wielu obrządkach wschodnich, używana do sprawowania liturgii przez prezbiterów.
Pas służy do ściągania sticharionu i epitrachelionu w celu ułatwienia sprawowania czynności przez prezbitera. 
Symbolizuje ręcznik, którym Zbawiciel przewiązał się po umyciu nóg uczniom oraz gotowość i wolę nienagannej służby.
Podczas nakładania pasa kapłan odmawia modlitwę:
Błogosławiony Bóg, który przepasuje mnie mocą i doskonałą czyni moją drogę. Czyni nogi moje podobne jelenim i wprowadza mnie na wyżyny.